# Guennadi Novitski
Guennadi  Vasílievich Novitski (en bielorruso: Генадзь Васілевіч Навіцкі; Hienadz Vasilyevich Navitski, en ruso: Геннадий Васильевич Новицкий; Gennadiy Vasilyevich Novitskiy, nacido el 2 de enero de 1949) es un político bielorruso.
Fue Viceprimer Ministro desde 1997 hasta 2001. Tras ser nombrado por el presidente Aleksandr Lukashenko, ocupó el cargo de Primer Ministro de Bielorrusia desde octubre de 2001 hasta el nombramiento de Sergey Sidorsky en julio de 2003.
Posteriormente, Navicki ocupó el cargo de presidente del Consejo de la República de Bielorrusia entre 2003 y 2008.